# 阿朗通
阿朗通（法語：Arenthon，法語發音：[aʁɑ̃tɔ̃]）是法国上萨瓦省的一个市镇，位于该省东北部，阿尔沃河左岸，属于博讷维尔区。

## 地理
阿朗通（46°6'21"N, 6°19'58"E）面积11.47 平方千米，位于法国奥弗涅-罗讷-阿尔卑斯大区上萨瓦省，该省份为法国东部省份，历史上为薩伏依的一部分，北与瑞士接壤，西接安省，南至萨瓦省，东与瑞士和意大利接壤。
与阿朗通接壤的市镇（或旧市镇、城区）包括：阿芒西、博訥維爾、阿尔沃河畔孔塔米讷、科尔尼耶、福西尼地区圣皮埃尔。

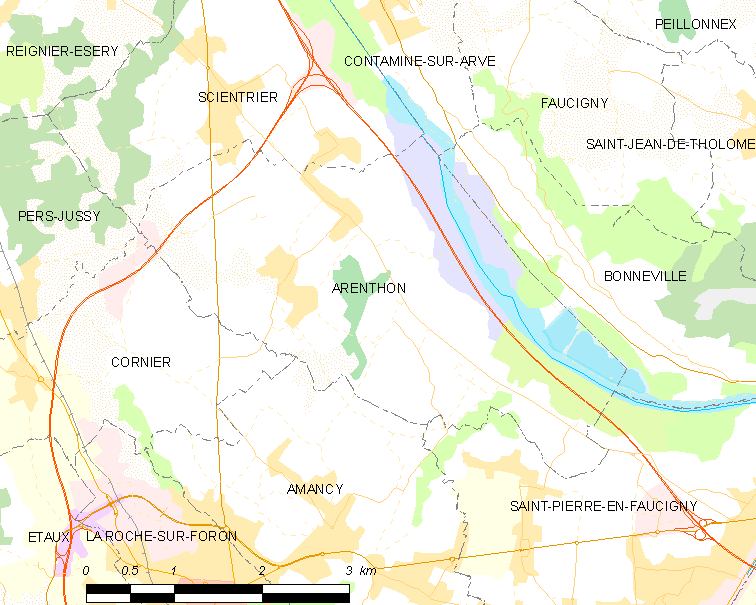
阿朗通的OSM定位图

阿朗通的时区为UTC+01:00、UTC+02:00（夏令时）。

## 行政
阿朗通的邮政编码为74800，INSEE市镇编码为74018。

## 政治
阿朗通所属的省级选区为博讷维尔县。

## 人口

1962-2008年间阿朗通人口变化图示

阿朗通于2022年1月1日时的人口数量为1998人。